# Ullučaj
L'Ullučaj (in russo  Уллучай?; in lingua dargwa: ХулахӀеркӀ, Уллучай хӀеркӀ; in lingua cumucca: Уллу Чай) è un fiume della Russia europea meridionale, tributario del Mar Caspio. Scorre nei rajon Dachadaevskij, Kajtagskij e Derbentskij del Daghestan.

## Descrizione
Il fiume proviene da sorgenti situate all'estremità nord-occidentale dei monti Kokmadag e scorre prevalentemente in direzione orientale e nord-orientale. Attraversa il villaggio di Madžalis. Sfocia nel Mar Caspio vicino al villaggio di Segeler. La lunghezza del fiume è di 111 km. L'area del suo bacino è di 1440 km².